# Ben Clymer
Benjamin Andrew „Ben“ Clymer (* 11. April 1978 in Bloomington, Minnesota) ist ein ehemaliger US-amerikanischer Eishockeyspieler, der im Verlauf seiner aktiven Karriere zwischen 1996 und 2010 unter anderem 454 Spiele für die Tampa Bay Lightning und Washington Capitals in der National Hockey League (NHL) auf der Position des rechten Flügelstürmers bestritten hat. Mit den Tampa Bay Lightning gewann Clymer im Jahr 2004 den Stanley Cup.

## Karriere
Clymer begann seine Karriere bei den Rochester Mustangs in der US-amerikanischen Juniorenliga United States Hockey League (USHL) sowie im Team der University of Minnesota im Spielbetrieb der National Collegiate Athletic Association (NCAA), bevor er beim NHL Entry Draft 1997 als 27. Spieler in der zweiten Runde von den Boston Bruins aus der National Hockey League (NHL) ausgewählt wurde. Der Flügelstürmer nutzte in der Folge jedoch ein Schlupfloch des damaligen NHL Collective Bargaining Agreement (CBA), spielte ein Jahr in der Western Hockey League (WHL) für die Seattle Thunderbirds, um dann ungeachtet des Drafts durch die Bruins zur Saison 1999/2000 als Free Agent zu den Tampa Bay Lightning zu wechseln. Dort gehörte er nach nur einer Saison zum Stammpersonal und gewann mit ihnen im Jahr 2004 zum ersten Mal in seiner Karriere den Stanley Cup.
Nach dem Lockout der NHL-Saison 2004/05, die der US-Amerikaner beim EHC Biel in der Schweizer Nationalliga B (NLB) verbracht hatte, wechselte Clymer im August 2005 als Free Agent zu den Washington Capitals. Nachdem er in die AHL zu den Hershey Bears versetzt worden war, wechselte er zur Saison 2008/09 in die Kontinentale Hockey-Liga (KHL) zum belarussischen Verein HK Dinamo Minsk. Zur Saison 2009/10 schloss sich der US-Amerikaner dem ERC Ingolstadt aus der Deutschen Eishockey Liga (DEL) an. Nach einer Saison zog es den Stürmer zum HC Lugano in die Schweizer National League A (NLA). Für die Tessiner absolvierte Clymer jedoch kein Spiel, da er aufgrund einer Knieverletzung für die gesamte Saison 2010/11 vom Spielbetrieb ausfiel. Im Mai 2011 wurde Clymer erneut vom ERC Ingolstadt aus der DEL verpflichtet, verkündete aber Ende Juni 2011 aufgrund der Schwere der Knieverletzung sein Karriereende als aktiver Spieler.

### International
Für sein Heimatland nahm Clymer im Juniorenbereich mit der U20-Nationalmannschaft der Vereinigten Staaten an den Junioren-Weltmeisterschaften 1996 in US-amerikanischen Metropole Boston und 1997 in der Schweiz teil. Dabei gewann der Stürmer mit der Mannschaft im Jahr 1997 die Silbermedaille. Zudem stand Clymer im Seniorenbereich bei der Weltmeisterschaft 2000 im russischen Sankt Petersburg auf dem Eis. Das Turnier schlossen die US-Amerikaner auf dem fünften Rang ab.

## Erfolge und Auszeichnungen
- 1997 WCHA All-Rookie Team
- 2004 Stanley-Cup-Gewinn mit den Tampa Bay Lightning
- 2009 Teilnahme am KHL All-Star Game

### International
- 1997 Silbermedaille bei der Junioren-Weltmeisterschaft

## Karrierestatistik

### International
Vertrat die USA bei:
- Junioren-Weltmeisterschaft 1996
- Junioren-Weltmeisterschaft 1997
- Weltmeisterschaft 2000

(Legende zur Spielerstatistik: Sp oder GP = absolvierte Spiele; T oder G = erzielte Tore; V oder A = erzielte Assists; Pkt oder Pts = erzielte Scorerpunkte; SM oder PIM = erhaltene Strafminuten; +/− = Plus/Minus-Bilanz; PP = erzielte Überzahltore; SH = erzielte Unterzahltore; GW = erzielte Siegtore; 1 Play-downs/Relegation; Kursiv: Statistik nicht vollständig)